# سیدنی بروس
سیدنی بروس (انگلیسی: C. Sidney Burrus؛ زادهٔ ۹ اکتبر ۱۹۳۴) یک مهندس برق اهل ایالات متحده آمریکا است. وی عضو پیوسته انجمن مهندسان برق و الکترونیک بود.